# Bard College Berlin
Bard College Berlin, A Liberal Arts University er et privat universitet beliggende i Berlin, Tyskland. Det blev grundlagt som en non-profit uddannelsesinstitution i 1999 som ECLA (European College of Liberal Arts) under Stephan Gutzeits ledelse. Den første dekan var Erika Anika Kiss. Fra 2003 til 2012 stod Thomas Nørgaard og Peter Hajnal i spidsen for udviklingen af skolens curriculum, studieplaner, og daglige ledelse. Indledningsvis tilbød skolen et seks ugers International Summer University. Kort efter kom to- og etårs-forløb til: The Academy Year og The Programme Year. De to sidste eksisterer stadig. Bard College Berlin's fireårige Bachelor of Arts kom til i oktober 2009. I November 2011 blev ECLA en del af Bard College netværket og blev til Bard College Berlin, A Liberal Arts University. Et 4-årigt BA-forløb i Økonomi, Politik og Samfundsfag vil blive udbudt fra 2014.
Bard College Berlin er i modsætning til de fleste universiteter ikke opdelt i fakulteter og det nuværende curriculum er baseret på sammenhængende værdistudier. Ifølge Martha Nussbaum er skolen en af få europæise uddannelsesinstitutioner der virkeliggør "liberal arts"-idealet (artes liberales) . Skolens elever og lærere kommer fra hele verden, og undervisningsproget er engelsk.

## Studier
Bard College Berlins nuværende programmer er følgende:
- BA i Humaniora, Kunst og Samfundsfag
- BA i Økonomi, Politik og Samfundsfag
- "Academy Year"
- "Engagement Year"
- "Project Year"
- "Arts and Society in Berlin"
- "Begin in Berlin"
- "LAB Berlin"

### Lærerstab
Bard College Berlin samler akademikere og lærere fra alle discipliner og baggrunde, så længe de kan bidrage til diskussionen om værdier. Hovedfokus er humaniora med fokus på filosofi, litteratur, politisk teori og kunsthistorie, men talrige discipliner og fagområder er involveret: Biologi, økonomi, filmteori, kønsstudier, historie, matematik, musikvidenskab, sociologi, teologi m.m. Lærerstaben er valgt på basis af fremragende akademiske kvalifikationer og deres evne til at engagere sig i fælles arbejde om værdispørgsmål, der trodser enkelt-disciplinære tryghedszoner.

### Gæstelærere og besøgende akademikere
Udover lærestaben og post.doc.'ere, bliver Bard College Berlin's studerende undevist af en række gæsteundervisere, der giver forelæsninger og deltager i seminarer i løbet af skoleåret.
Tidligere gæstelærer tæller bl.a.: Frank Fehrenbach (Harvard), Horst Bredekamp (Humboldt), Terrell Carver (Bristol), Lynn Catterson (Columbia), David Colander (Middlebury), Lorraine Daston (Max Planck Institute, Berlin), Hans Fink (Århus), Rivka Galchen (author of Atmospheric Disturbances), Edith Hall, Stephen Halliwell (St Andrews), Stephen Houlgate (Warwick), Ira Katznelson (Columbia), Sabina Lovibond (Oxford), Stephen Maurer (Swarthmore), Heinrich Meier (Munich), Glen Most (Chicago), Stephen Mulhall (Oxford), Stephanie Nelson (Boston), Susan Neiman (Einstein Forum, Berlin), Anthony Price(Birkbeck), Christoff Rapp (Humboldt), Martin Ruehl (Cambridge), Roger Scruton (Oxford and Washington) og mange flere.

### Akkreditering
I februar 2011 modtog Bard College Berlin akkreditering som et privat universitet af Senatsverwaltung für Bildung, Wissenschaft und Forschung des Landes Berlin (Berlins senatsforvaltning for uddannelse, videnskab og forskning).  Bacherlorgraden i Humaniora, Kunst og Samfundsfag blev akkrediteret af ACQUIN i efteråret 2013.

## Campus
Bard College Berlin er et residential college (hvilket vil sige, at de studerende bor på colleget) og er beliggende i det nordlige Berlin, i beboelsesområdet Pankow-Niederschönhausen. De fleste af skolens bygninger blev tegnet af Eckart Schmidt og konstruktionen startede i 1972  . De var under DDR ambassader for en lang række lande, heriblandt Egypten, Cuba og Nigeria. .